# Pablo Ricchetti
Pablo Javier Ricchetti (Buenos Aires, Argentina, 2 de enero de 1977) es un exfutbolista argentino. Actualmente es el director técnico de Santamarina

## Actualidad
Trabajó para la Federación de Fútbol de los Estados Unidos observando jugadores y colaborando con el análisis de partidos y jugadores.
Fue ayudante de campo del cuerpo técnico de Jorge Almirón en Lanús y San Lorenzo de Almagro.
Actualmente es el director Técnico de Club Atlético Mitre. Equipo Santiagueño que milita en la Primera B Nacional del Fútbol Argentino.

## Clubes
| Club                 | País           | Año       |
| -------------------- | -------------- | --------- |
| River Plate          | Argentina      | 1997-1998 |
| Colón de Santa Fe    | Argentina      | 1998-2000 |
| Real Valladolid      | España         | 2000-2005 |
| Ternana Calcio       | Italia         | 2005-2006 |
| Quilmes AC           | Argentina      | 2006      |
| FC Dallas            | Estados Unidos | 2007-2011 |
| Deportivo Anzoátegui | Venezuela      | 2011-2012 |

#### Estadísticas como técnico
| Equipo                | Div.                 | Torneo               | Estadísticas | Estadísticas | Estadísticas | Estadísticas | Estadísticas | Estadísticas | Estadísticas | Estadísticas | Estadísticas |
| Equipo                | Div.                 | Torneo               | PJ           | G            | E            | P            | GF           | GC           | DG           | Efectividad  | Puntos       |
| --------------------- | -------------------- | -------------------- | ------------ | ------------ | ------------ | ------------ | ------------ | ------------ | ------------ | ------------ | ------------ |
| Santamarina Argentina | 2.ª                  |                      |              |              |              |              |              |              |              |              |              |
| Santamarina Argentina | 2.ª                  | 2019-20              | 5            | 1            | 2            | 2            | 3            | 4            | -1           | 33.33%       | 5            |
| Santamarina Argentina | 2.ª                  | Transición 2020      | 7            | 3            | 1            | 3            | 11           | 10           | +1           | 47.62%       | 10           |
| Santamarina Argentina | 2.ª                  | 2021                 | 16           | 4            | 7            | 5            | 15           | 16           | -1           | 39.58%       | 19           |
| Santamarina Argentina | Total                | Total                | 28           | 8            | 10           | 10           | 29           | 30           | -1           | 40.48%       | 34           |
| Mitre (SdE) Argentina | 2.ª                  |                      |              |              |              |              |              |              |              |              |              |
| Mitre (SdE) Argentina | 2.ª                  | 2022                 | 27           | 11           | 8            | 8            | 31           | 25           | +6           | 50.62%       | 41           |
| Mitre (SdE) Argentina | Total                | Total                | 27           | 11           | 8            | 8            | 31           | 25           | +6           | 50.62%       | 41           |
| Total en sus equipos  | Total en sus equipos | Total en sus equipos | 55           | 19           | 18           | 18           | 60           | 55           | +5           | 45.45%       | 75           |